# Hermonassa yeterofuna
Hermonassa yeterofuna är en fjärilsart som beskrevs av Felix Bryk 1942. Hermonassa yeterofuna ingår i släktet Hermonassa och familjen nattflyn. Inga underarter finns listade i Catalogue of Life.